# Leonhard Weiss (Stadtpfleger)

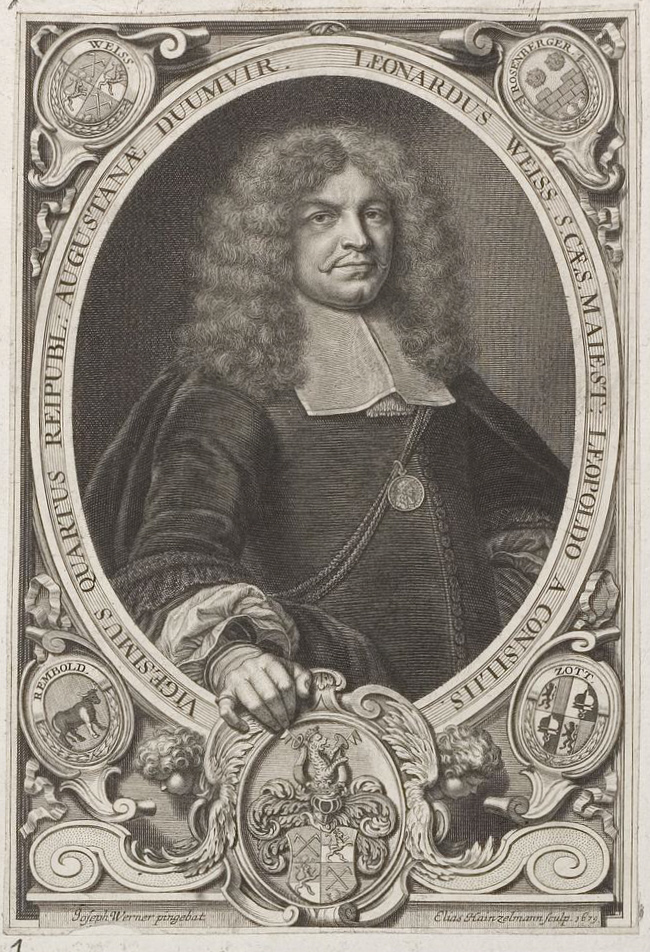
Leonhard Weiß 1679 auf einer Grafik aus dem Klebeband Nr. 3

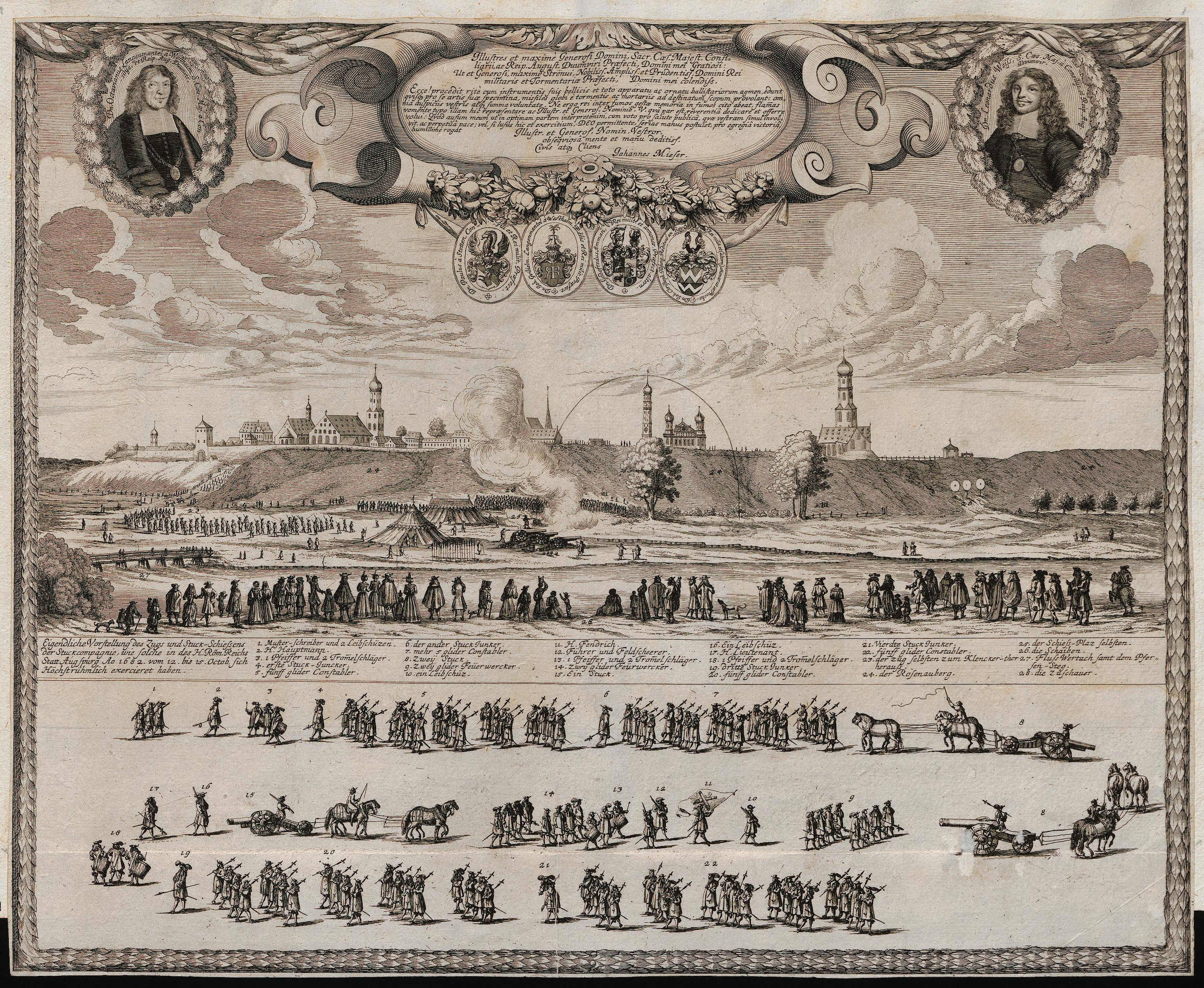
Grafik aus dem Klebeband Nr. 15 Augsburg 12.–15. Oktober 1682 mit den Bürgermeister-Portraits: Octavian Langenmantel (II) und Leonhard Weiß

Leonhard Weiss auch Leonhard Weiß (* 16. Oktober 1626 in Roschauen, Kanton Bern; † 25. April 1701 in Augsburg) war ein deutscher Politiker, kaiserlicher Rat, Bürgermeister und Stadtpfleger von Augsburg.

## Leben
Er stammte aus dem Augsburger Patriziergeschlecht Weiss. Seine Eltern waren der kaiserliche Rat und Stadtpfleger Leonhard Weiss († 1653) und dessen Ehefrau Katharina geb. Rosenberger von Rosenegg († 1659). 
Weiss soll bereits als Kind die griechische und lateinische Sprache erlernt haben und erwarb sich außerdem Kenntnisse in der französischen und italienischen Sprache. Mit 17 Jahren immatrikulierte er 1643 an der Universität Altdorf. 1645 bis 1647 studierte er Staatsrecht an der Universität Straßburg und Basel. Nach dem Westfälischen Frieden kehrte er in seine Heimatstadt zurück. 1652 reiste er im Auftrag seines Vaters nach Salzburg und Rosenegg um die Bergwerke und deren Ökonomie zu inspizieren. 1653 ernannte man ihn in Augsburg zum Stadtgerichtsassessor und wählte ihn 1655 in den Inneren Rat und zum Vorsteher des Getreideamtes. 1659 wurde er Oberpfleger und 1667 Proviant- und Kriegsherr. 1670 erhielt er das Amt des Bürgermeisters und wurde 1672 Mitglied des Geheimen Rates. Seit 1675 fungierte er als Stadtpfleger von Augsburg und kaiserlicher Rat. In seiner Amtszeit fand die Wahl und Krönung des römisch-deutschen Königs in Augsburg statt. Beim Einzug des Kaisers Leopold I. hielt Weiss am 31. August 1689 vor dem Rat und der Bürgerschaft eine Willkommensrede. Desgleichen übernahm er am 5. Februar 1690 auch die Abschiedsrede. Da er selbst ohne Erben war nahm er die vier Söhne seiner zweiten Frau an Kindesstatt an. Leonhard Weiss starb am 25. April 1701. Sein Leichnam wurde am 29. April 1701 in die evangelischen Pfarrkirche St. Anna überführt und dort mit allen Ehren beigesetzt. Mit ihm erlosch das Geschlecht der Weiss. Ein Vorschlag für seine Grabinschrift lautete:

„Der grosse Leonhard ist in diß Herz begraben / Ein Weiß dem Namen nach / und noch mehr in der That;  Der Letzt aus diesem Hauß / der Erst an Edlen Gaben / Der lang als Ober-Haupt die Stadt regieret hat. Nach dem deß höchsten Schluß Ihn aus der Welt genommen / Ruht seine Seel bey Gott / der Leib im Grabes-Schrein / Der Nach Ruhm hat das Herz zu seinem Sitz bekommen / Mer kan doch seliger todt / und noch lebend seyn?“

## Familie
Leonhard Weiss heiratete 1653 in erster Ehe Katharina Magdalena (* Stuttgart; † 5. Oktober 1671 in Augsburg), die Tochter des württembergischen Oberrats Marx Imlin und Anna Barbara geb. Kaul. Nach acht Jahren Witwenstand heiratete er am 9. Oktober 1679 in zweiter Ehe Maria Barbara, die Tochter des königlich-schwedischen Rates Johann Matthias Lauber und eine Witwe des Georg Sigismund Amann. Beide Ehen blieben kinderlos. 

## Vorfahren
| Leonhard Weiss | Leonhard Weiss        | Johann Jakob Weiss | Hieronymus Weiss  |
| Leonhard Weiss | Leonhard Weiss        | Johann Jakob Weiss | Magdalena Ehem    |
| Leonhard Weiss | Leonhard Weiss        | Sabina Rembold     | Jakob Rembold     |
| Leonhard Weiss | Leonhard Weiss        | Sabina Rembold     | Sabina Schleicher |
| Leonhard Weiss | Katharina Rosenberger | Carl Rosenberger   | Hans Rosenberger  |
| Leonhard Weiss | Katharina Rosenberger | Carl Rosenberger   | Kunigunda Pimmel  |
| Leonhard Weiss | Katharina Rosenberger | Susanna Zott       | Joseph Zott       |
| Leonhard Weiss | Katharina Rosenberger | Susanna Zott       | Felicitas Eder    |